# Stazione di Monzone-Monte dei Bianchi-Isolano
Stazione di Monzone-Monte dei Bianchi-Isolano vasútállomás Olaszországban, Fivizzano településen.

## Vasútvonalak
Az állomást az alábbi vasútvonalak érintik:
- Aulla Lunigiana–Lucca-vasútvonal

## Kapcsolódó állomások
A vasútállomáshoz az alábbi állomások vannak a legközelebb:
- Stazione di Gragnola
- Stazione di Equi Terme